# Gino Lettieri
Gino Lettieri (* 23. Dezember 1966 in Zürich, Schweiz) ist ein ehemaliger italienischer Fußballspieler und heutiger Fußballtrainer.

## Spielerlaufbahn
Gino Lettieri wuchs in München auf und durchlief die Jugendabteilung des TSV 1860 München. Als 16-Jähriger wurde er durch einen Unfall so schwer am Knie verletzt, dass er zweieinhalb Jahre ausfiel. Lettieri schaffte dennoch den Sprung in die zweite Mannschaft und erhielt nach starken Leistungen einen Einjahresvertrag für die erste Mannschaft. Da sein Knie jedoch infolge der Unfallverletzungen den erhöhten Belastungen des täglichen Trainings nicht mehr standhielt, musste er auf eine Profikarriere verzichten und ließ seine aktive Laufbahn bei den Amateurvereinen TSV Ampfing, FC Wacker München und FC Falke Markt Schwaben ausklingen.

## Trainerkarriere
Nach einer Tätigkeit als Spielertrainer einer Amateurmannschaft ab 1993 war Lettieri von 1995 bis 1997 beim TSV 1860 München als Amateurmanager, Co-Trainer und Stand-By-Spieler tätig. Dann trainierte er für drei Jahre den Bayernligisten FC Bayern Hof und von 2000 bis 2002 den FC Augsburg, mit dem er 2002 den Aufstieg in die damals drittklassige Regionalliga Süd schaffte. Nach einer Tätigkeit beim Bonner SC übernahm Gino Lettieri von 2003 bis 2006 die SpVgg Bayreuth, mit der er ebenfalls in die Regionalliga aufstieg. Nach einem kurzen Engagement beim SV Darmstadt 98 war er bis zum Ende der Spielzeit 2006/07 gemeinsam mit dem Sportmanager Fred Arbinger für die Mannschaft des Zweitligisten Wacker Burghausen verantwortlich. Im Dezember 2007 wurde er Trainer bei der SpVgg Weiden in der nun fünftklassigen Bayernliga und schaffte in der Saison 2008/09 mit der Mannschaft den Aufstieg in die Regionalliga.
Am 9. Februar 2010 löste er seinen Vertrag auf, um zum abstiegsbedrohten SV Wehen Wiesbaden in die 3. Liga zu wechseln. Dort begann Lettieri mit drei Niederlagen in Folge, schaffte jedoch mit der Mannschaft am 35. Spieltag den Klassenerhalt. Nach einem guten Saisonstart verlängerte Lettieri im November 2010 seinen zunächst bis Saisonende geschlossenen Vertrag vorzeitig bis 30. Juni 2013 und erreichte am Saisonende mit nur einem Punkt Rückstand auf den Relegationsplatz den vierten Tabellenplatz. In der folgenden Saison konnte die von den Trainern der Ligakonkurrenten zuvor zum Topfavoriten auf den Aufstieg gewählte Mannschaft den hohen Erwartungen jedoch nicht gerecht werden und befand sich nach 24 absolvierten Spielen auf Tabellenplatz 13, weshalb Lettieri am 15. Februar 2012 freigestellt wurde. Am 24. Februar 2014 wurde Lettieri als Co-Trainer von Norbert Meier beim Zweitligisten Arminia Bielefeld vorgestellt.
Im Sommer 2014 wurde Lettieri Cheftrainer beim damaligen Drittligisten MSV Duisburg. Der MSV blieb im Verlauf der Spielzeit 2014/15 als einzige Mannschaft neben dem VfL Wolfsburg bei allen Liga-Heimspielen ungeschlagen und sicherte sich einen Spieltag vor Saisonende den Aufstieg in die 2. Bundesliga. Nach anhaltenden sportlichen Misserfolgen wurde Lettieri am 1. November 2015 nach einer 0:1-Niederlage beim TSV 1860 München von seinen Aufgaben als Trainer entbunden.
Der FSV Frankfurt stellte ihn am 7. März 2017 als Nachfolger von Roland Vrabec vor. Er erhielt einen Vertrag bis Saisonende, um den Klassenerhalt in der 3. Liga zu schaffen. Nachdem dieser nicht gelungen war, musste Lettieri den Verein am Saisonende wieder verlassen. Ende Mai 2017 unterschrieb er einen Vertrag beim polnischen Erstligisten Korona Kielce. Anfang September 2019 wurde Lettieri in Kielce nach vier Niederlagen in Folge entlassen.
Am 15. November 2020 kehrte er als Cheftrainer zum MSV Duisburg, mittlerweile wieder Drittligist, zurück. Er folgte damit auf Torsten Lieberknecht bzw. den Interimstrainer Marvin Compper, der die Mannschaft für ein Spiel betreut hatte. Zu diesem Zeitpunkt stand der MSV nach vier Niederlagen aus den letzten fünf Spielen auf einem Abstiegsplatz. Unter Lettieri holte der MSV nur zwei Siege aus zwölf Spielen und wurde nach nur zwei Monaten im Amt Ende Januar 2021 wieder entlassen. Im Oktober 2021 verpflichtete ihn der griechische Traditionsverein AEK Athen als Co-Trainer unter Argirios Giannikis, das Engagement endete Anfang März 2022 einvernehmlich.
Im September 2022 übernahm Lettieri den litauischen Erstligisten FK Panevėžys. Unter dem Italiener erreichte der Klub am Ende der Saison 2023 den ersten Platz mit zwölf Punkten Vorsprung auf den zweitplatzierten FK Žalgiris Vilnius und gewann somit erstmals in der Vereinsgeschichte die litauische Meisterschaft.
Im Sommer 2024 zog es ihn nach Thailand. Hier unterschrieb er einen Vertrag beim Erstligisten Muangthong United. Am 24. Mai 2025 stand er mit Muangthong im Finale des thailändischen Pokals. Hier musste man sich jedoch dem Meister Buriram United mit 3:2 geschlagen geben. Nach einer Spielzeit wurde sein Vertrag im Sommer 2025 nicht verlängert. Am 26. Mai 2025 wurde Lettieri als neuer Cheftrainer beim thailändischen Erstligisten Uthai Thani FC vorgestellt. Hier übernahm er das Amt vom Serben Miloš Joksić.

## Erfolge
FK Panevėžys
- Litauischer Meister: 2023

Muangthong United
- Thailändischer Pokalfinalist: 2024/25

## Privates
Lettieri ist verheiratet und hat zwei Kinder.